# Margosatubig
Margosatubig é um município de  terceira classe de renda municipal (d) na província Zamboanga do Sul, nas Filipinas. De acordo com o censo de 1 de maio  de  2020 possui uma população de 38 660 pessoas e 8 611 domicílios.